# Estación de Schlieren
La estación de Schlieren es la principal estación ferroviaria de la comuna suiza de Schlieren, en el Cantón de Zúrich.

## Historia y Situación
La estación se encuentra ubicada en el centro del núcleo urbano de Schlieren, y fue inaugurada en 1847 con la puesta en servicio de la línea Zúrich - Baden.
La estación de Schlieren cuenta con tres andenes, uno lateral y dos centrales, a los que acceden cinco vías pasantes. Existe otras tres vías pasantes más, lo que totaliza ocho vías pasantes, a las que hay que sumar un par de vías toperas.
En términos ferroviarios, la estación se sitúa en la línea Zúrich - Basilea SBB, más conocida como la línea del Bözberg.  Sus dependencias ferroviarias colaterales son la estación de Glanzenberg hacia Baden y la estación de Zúrich Altstetten en dirección Zúrich.

## Servicios ferroviarios
Los servicios ferroviarios de esta estación están prestados por SBB-CFF-FFS:

### S-Bahn Zúrich
La estación está integrada dentro de la red de trenes de cercanías S-Bahn Zúrich, y en la que efectúan parada los trenes de varias líneas pertenecientes a S-Bahn Zúrich:
- S 11 Aarau – Lenzburg – Dietikon – Zúrich HB – Stettbach – Winterthur – Seuzach/Sennhof-Kyburg (– Wila)
- S 12 Brugg – Altstetten – Zúrich HB – Stadelhofen – Winterthur – Schaffhausen/Wil
- S N1 Winterthur – Zúrich HB – Baden – Lenzburg – Aarau